# League Park
League Park foi um estádio de beisebol localizado em Cleveland, Ohio, Estados Unidos. O local está situado ao nordeste da E. 66th Street e   Lexington Avenue no bairro de Hough. Foi construído em 1891 como uma estrutura de madeira e reconstruído em concreto e aço em 1910. O estádio foi casa de várias equipes esportivas e mais notavelmente pelo Cleveland Indians da Major League Baseball. O League Park foi primeiramente a casa do Cleveland Spiders da National League de 1891 até 1899 e do Cleveland Lake Shores da Western League, o predecessor dos Indians nas ligas menores de beisebol em 1900. No final dos anos 1940, o parque foi também casa do Cleveland Buckeyes da Negro American League.
Além do beisebol, o League Park também foi usado por equipes de futebol americano, servindo como casa de diversos e sucessivos times da Ohio League, uma liga anterior à National Football League (NFL) durante os anos 1920 e 1930, bem como para times do futebol americano universitário. O Cleveland Rams da NFL jogou no League Park em 1937 e início dos anos 1940. Posteriormente nos anos 1940, o Cleveland Browns usou o League Park como campo de treino.
O Western Reserve Red Cats da Case Western Reserve University jogou a maioria de suas partidas em casa no League Park de 1929 até 1941 e todos os jogos em casa após se juntar a Mid-American Conference de 1947 até 1949. O Western Reserve jogava a maioria de suas partidas do futebol unversitário no League Park, incluindo jogos contra o Ohio State Buckeyes, Pittsburgh Panthers, West Virginia Mountaineers, e Cincinnati Bearcats. Western Reserve e Case Tech sempre atuando suas partidas de Ação de Graças contra um ou outro de seus rivais.
Embora o Cleveland Stadium tenha sido inaugurado em 1932 e tivesse uma capacidade muito maior, além de melhor acesso por carro, o League Park  continuou a ser usado pelos Indians até a temporada de 1946, principalmente em jogos durante a semana. Jogos aos fins de semana, jogos com alta expectativa de público e jogos noturnos eram feitos no Cleveland Stadium. A maior parte da estrutura do League Park foi demolida em 1951, embora algumas estruturas ainda permaneçam, incluindo a cabine de venda de ingresso construída em 1909.
Após uma extensa renovação, o local foi rededicado em 23 de agosto de 2014 como o Baseball Heritage Museum and Fannie Lewis Community Park at League Park.

## História
O League Park foi construído para o Cleveland Spiders, que foi fundado em 1887 que jogaram primeiramente na American Association antes de juntar a National League em 1889. O proprietário do time Frank Robison escolheu o local para um novo estádio na esquina da Lexington Avenue e Dunham Street, mais tarde renomeada East 66th Street, no bairro  Hough em Cleveland, porque era ao longo da linha do bonde que possuía. O estádio foi aberto em 1º de maio de 1891, com 9.000 assentos de madeira em uma partida contra o Cincinnati Reds. O primeiro arremesso foi feito por Cy Young, e os Spiders venceram por 12 a 3. Durante sua existência, os Spiders terminaram a temporada no máximo em 2º lugar na National League, em 1892, 1895 e 1896, e venceu a Temple Cup, um primeira versão da moderna National League Championship Series, em 1895. Durante a temporada de 1899, entretanto, os Spiders teve a maioria dos seus melhores jogadores retirados do plantel e enviados para St. Louis pelos seus proprietários, que compraram o St. Louis Browns naquele ano. O Cleveland terminou a temporada com 20 vitórias e 134 derrotas, atraindo apenas 6.088 fãs na temporada inteira, e foram contratados pela National League. Eles foram substituídos na temporada seguinte pelo Cleveland Lake Shores, e então por uma equipe da liga menor na American League. A American League se declarou uma grande liga após a temporada de 1900 e a franquia do Cleveland, inicialmente chamada de Blues, foi um dos primeiros membros na temporada de 1901. O estádio foi reconstruído para a temporada de 1910 em concreto e aço, um dos dois que abriram naquele ano na American League, com o outro sendo o Comiskey Park. O novo estádio tinha capacidade para 18.000 pessoas sentadas, mais do que o dobro de seu predecessor. Foi aberto em 21 de abril de 1910, com uma derrota de 5 a 0 para o Detroit Tigers em frente a 18.832 fãs em jogo iniciado pelo arremessador Cy Young.

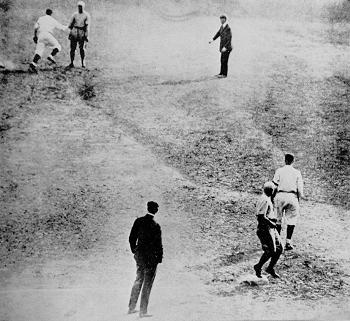
Jogo 5 da World Series de 1920 no League Park, com Bill Wambsganss eliminando por tag Otto Miller na histórica queimada tripla sem assistência.

 Os Indians receberam os jogos quatro até sete da World Series de 1920 no League Park. A série, vencida pelos Indians por cinco jogos a dois, foi notável sendo o primeiro campeonato da franquia, e lembrado pelo Jogo 5, que teve o primeiro grand slam em uma World Series e a primeira, e até o momento única queimada tripla sem assistência na pós-temporada na história da MLB.